# Cloverdale (Indiana)
Cloverdale is een plaats (town) in de Amerikaanse staat Indiana, en valt bestuurlijk gezien onder Putnam County.

## Demografie
Bij de volkstelling in 2000 werd het aantal inwoners vastgesteld op 2243. In 2006 is het aantal inwoners door het United States Census Bureau geschat op 2241, een daling van 2 (-0,1%).

## Geografie
Volgens het United States Census Bureau beslaat de plaats een oppervlakte van 9,2 km², waarvan 9,0 km² land en 0,2 km² water. Cloverdale ligt op ongeveer 204 m boven zeeniveau.

## Plaatsen in de nabije omgeving
De onderstaande figuur toont nabijgelegen plaatsen in een straal van 24 km rond Cloverdale.